# Хасе, Робин
Робин Хасе (нидерл. Robin Haase; родился 6 апреля 1987 года в Гааге, Нидерланды) — нидерландский теннисист; финалист одного турнира Большого шлема в парном разряде (Открытый чемпионат Австралии-2013); победитель 11 турниров ATP (из них два в одиночном разряде); финалист одного юниорского турнира Большого шлема в одиночном разряде (Уимблдон-2005); финалист одного юниорского турнира Большого шлема в парном разряде (Уимблдон-2004); бывшая третья ракетка мира в юниорском рейтинге.

## Общая информация
Робин — младший из трёх детей Акселя и Анни Хасе; его брата зовут Эрик, а сестру — Инге.
Нидерландец впервые взял ракетку в руки в 2,5 года. Хасе — левша, однако в ходе игры предпочитает исполнять удар с форхенда правой рукой. Любимое покрытие Робина — грунт.

## Спортивная карьера

### Начало карьеры
На юниорском уровне Хасе смог в 2005 году выйти в финал Уимблдонского турнира среди юношей, где проиграл Жереми Шарди. В юниорском рейтинге он достигал максимум 3-го места. В августе 2005 года Робин выиграл первый турнир из серии «фьючерс» в парном разряде, а в ноябре в одиночном. В июне 2006 года он дебютировал в ATP-туре, сыграв у себя на родине на турнире в Хертогенбосе. В первом раунде он проиграл № 28 в мире на тот момент Хуану Карлосу Ферреро. В сентябре Хасе сыграл первые матчи за сборную Нидерландов в отборочном раунде розыгрыша Кубка Дэвиса. В ноябре он побеждает на первом для себя турнире серии «челленджер»: в парном разряде в Луисвилле, а в одиночном в Нашвилле.
В начале марта 2007 года в Вольфсбурге Хасе победил ещё на одном «челленджере». В июле он впервые вышел в полуфинал АТП на турнире в Амерсфорт. Также на тех соревнованиях он смог достигнуть финала в парном разряде в дуэте с Рогиром Вассеном. В августе на турнире серии Мастерс в Монреале Хасе одержал первую победу над теннисистом из топ-10, обыграв Томаша Бердыха в первом раунде. После турнира он впервые вошёл в первую сотню мирового рейтинга. На первый взрослый турнир из серии Большого шлема — Открытый чемпионат США голландец попал в качестве лаки-лузера и уже в первом раунде проиграл сильному сопернику — третьему в мире Новаку Джоковичу.
Сезон 2008 года Хасе начинает с выхода в четвертьфинал на турнире в Ченнаи. Через квалификацию он отобрался на Открытый чемпионат Австралии, где на старте обыграл № 19 в мире Ивана Любичича, а во втором раунде в пятисетовом поединке уступил Себастьяну Грожану. В феврале на зальном турнире в Роттердаме он смог выиграть в первом раунде у № 10 в мире на тот момент Энди Маррея и в целом пройти в четвертьфинал. Также до 1/4 финала он добрался на турнире в Загребе. В марте Хасе выиграл «челленджер» в Санрайзе. В грунтовой части сезона лучшим результатом для него стал выход в четвертьфинал в Валенсии.

### 2010—2013 (первый титул АТП и парный финал в Австралии)

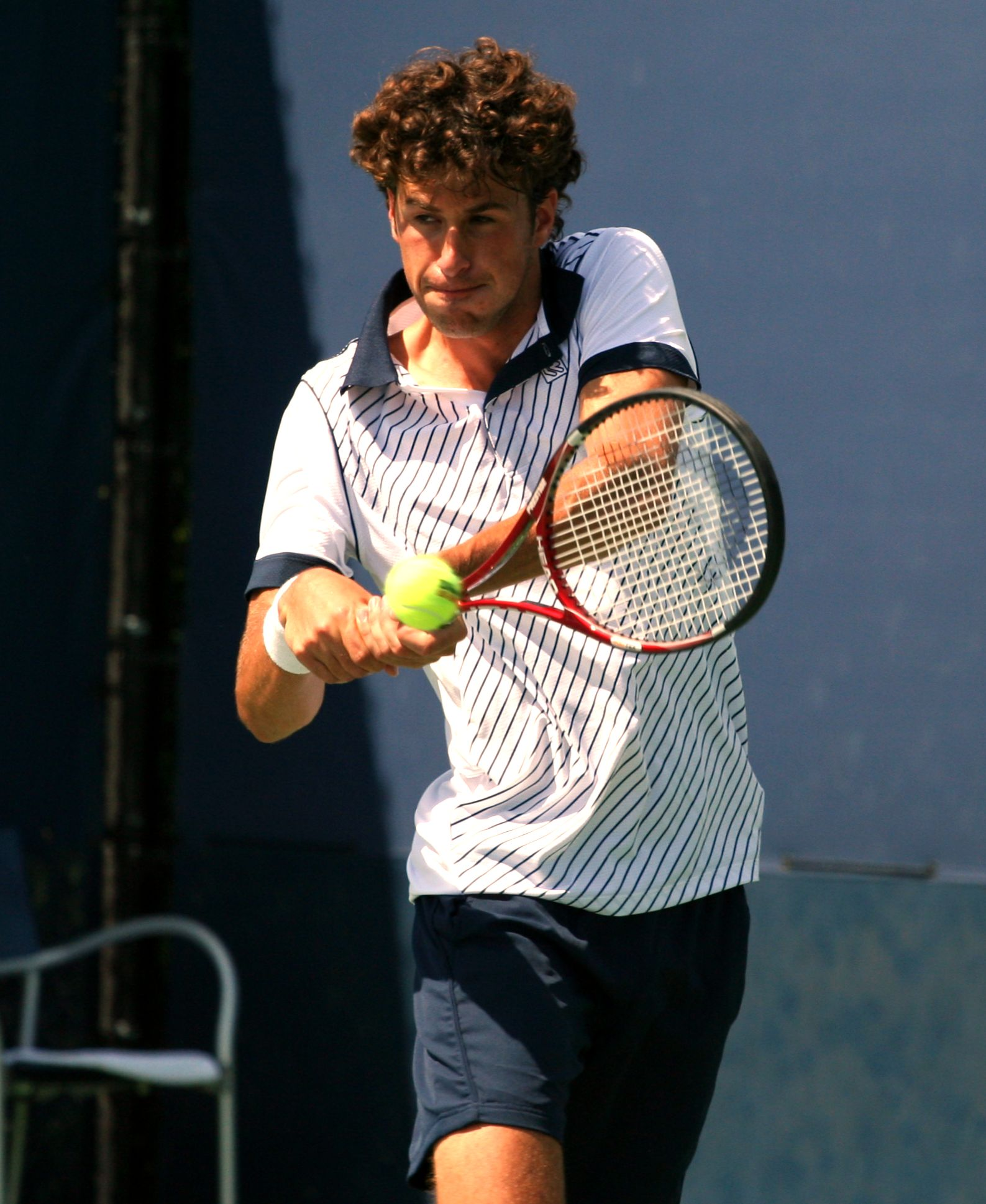
Хасе на Открытом чемпионате США 2011 года

В 2010 году Хасе одержал победу на пяти «челленджерах». Лучшим результатом в Мировом туре АТП стал выход в четвертьфинал турнира в Базеле в концовке сезона. В январе 2011 года Робин в альянсе с американцем Дэвидом Мартином дошёл до финала турнира в Ченнаи, где в одиночном разряде смог выйти в четвертьфинал. На Открытом чемпионате Австралии того года он впервые попал в третий раунд Большого шлема. В феврале Хасе выиграл свой первый трофей АТП в парном разряде, завоевав его на турнире в Марселе совместно с британцем Кеном Скупски. В мае он вышел в четвертьфинал на турнире в Ницце. В июне голландец сыграл в парном финале турнира на траве в Халле, выступив в одной команде с Милошем Раоничем. На Уимблдонском турнире Хасе смог пройти в стадию третьего раунда. В начале августа Хасе завоевал свой первый одиночный титул на турнирах АТП. Произошло это на грунтовом турнире в Кицбюэле. В решающем матче Робин смог победить испанского теннисиста Альберта Монтаньеса со счётом 6-4, 4-6, 6-1. Через три недели уже на харде он вышел в полуфинал турнира в Уинстон-Сейлеме.
Первого выхода в четвертьфинал в 2012 году Хасе добился в феврале в Загребе. Также до 1/4 финала ему удалось дойти в апреле на мастерсе в Монте-Карло, где путь ему закрыл лидер мирового рейтинга Новак Джокович. Ещё один четвертьфинал на грунте Хасе сыграл в мае на турнире в Оэйраше. В июле он защитил свой прошлогодний титул на турнире в Кицбюэле. На этот раз в финале он обыграл немца Филиппа Кольшрайбера — 6-7(2), 6-3, 6-2. После турнира он занял наивысшее для себя — 33-е место в мировой классификации. В августе Хасе впервые выступил на Олимпиаде, которая проводилась в Лондоне. В одиночном и парном разряде он вылетел уже на стадии первого раунда.
На Открытом чемпионате Австралии 2013 года Хасе в партнёрстве с соотечественником Игорем Сейслингом смог неожиданно выйти в свой первый в карьере финал Большого шлема. В решающем матче дуэт из Нидерландов уступил лидерам парного тенниса Бобу и Майку Брайанам со счётом 3-6, 4-6. В феврале в Загребе Хасе смог выйти в полуфинал. Весной на грунте он два раза проходил в четвертьфинал: на турнирах в Касабланке и Ницце. В июле Хасе вышел в финал турнира в Гштаде. Он не смог выиграть свой третий титул АТП, проиграв в решающем матче россиянину Михаилу Южному. На турнире в Кицбюэле Хасе также не сумел выиграть в третий раз подряд. В 2013 году он остановился на стадии полуфинала. В октябре на зальном турнире в Вене Робин в полуфинале нанёс поражение восьмой ракетки мира Жо-Вильфриду Тсонга — 7-5, 7-6(4). В финале Хасе не смог одолеть «немецкого ветерана» Томми Хааса — 3-6, 6-4, 4-6. По итогам сезона он занял 43-ю строчку одиночного рейтинга.

### 2014—2017

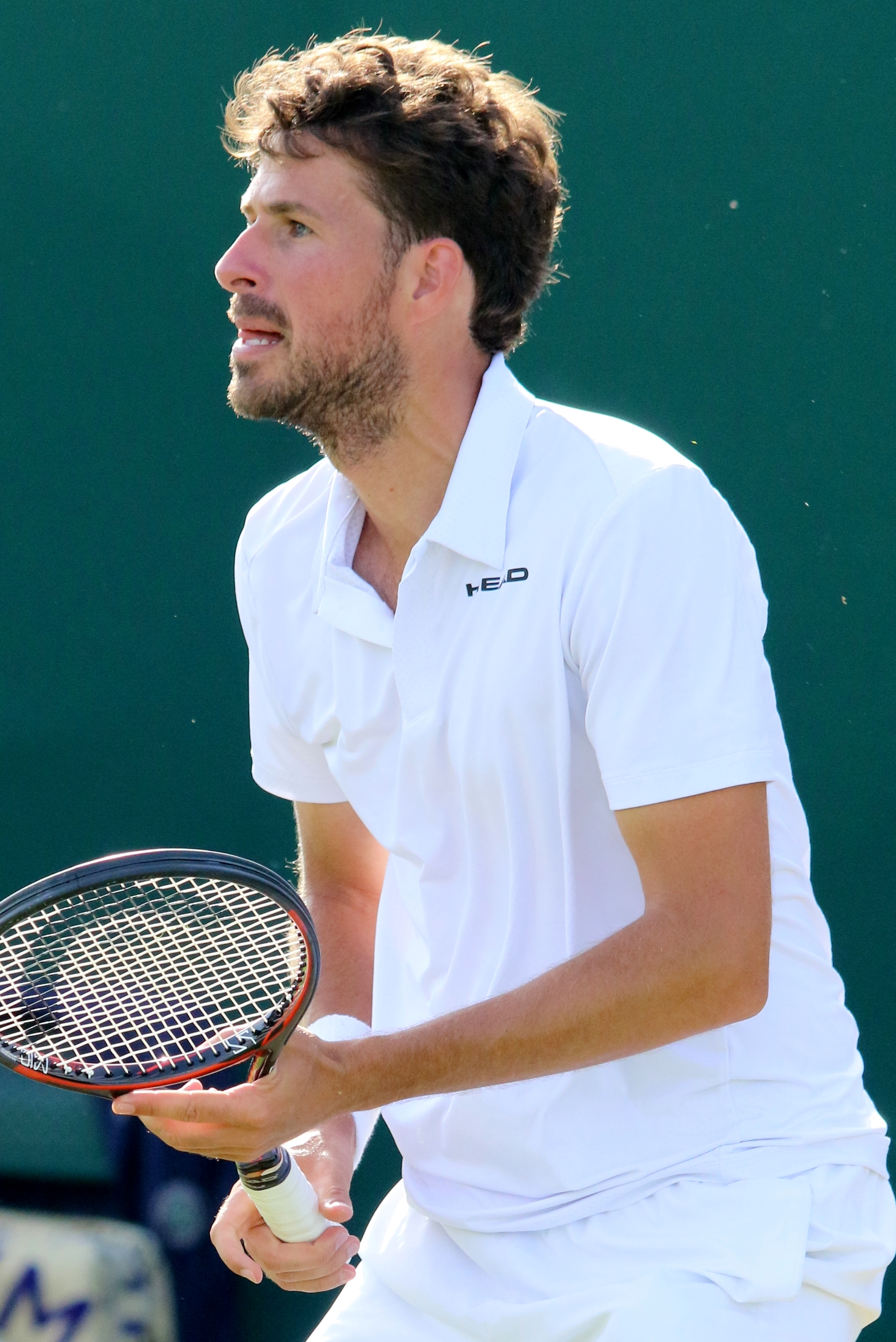
Хасе на Уимблдонском турнире 2017 года

В феврале 2014 Хасе вышел в четвертьфинал в Буэнос-Айресе. В апреле на турнире в Бухаресте он прошёл в полуфинал. В мае на мастерсе в Риме в парных соревнованиях он смог выйти в финал, сыграв в одной команде с испанцем Фелисиано Лопесом. В титульном матче их дуэт проиграл паре Ненад Зимонич и Даниэль Нестор со счётом 4-6, 6-7(2). В июле на турнире в Гштаде Хасе вышел в полуфинал одиночных соревнований, а в парах смог завоевать титул, сыграв в альянсе с Андре Бегеманом. В конце сезона Робин сделал победный дубль (выиграл титул в одиночном и парном разряде) на «челленджере» в Сен-Дени.
В марте 2015 года на мастерсе в Индиан-Уэллсе Хасе во втором раунде смог обыграть седьмую ракетку мира Стэна Вавринку. Первого четвертьфинала в сезоне он достиг на турнире в Кашкайше в апреле. В мае голландец сделал победный дубль на «челленджере» в Экс-ан-Провансе. В июне на травяном турнире в Хертогенбосе он сумел пройти в полуфинал. В августе на турнире в Кицбюэле Хасе сыграл в парном финале в альянсе с финном Хенри Континеном. В сентябре он стал победителем «челленджера» в Трнаве. В октябре Хасе вышел в четвертьфинал турнира в Москве.
Первое попадание Хасе в четвертьфинал турнира АТП в сезоне 2016 года произошло в конце феврале на турнире в Акапулько. В апреле он добрался до этой же стадии на турнире в Бухаресте. В июле Робин смог выйти в финал турнира в Гштаде. В борьбе за титул он проиграл Фелисиано Лопесу со счётом 4-6, 5-7. Через неделю Хасе выиграл «челленджер» в Схевенингене. В августе на Олимпийских играх, которые прошли в Рио-де-Жанейро он не смог преодолеть барьер первого раунда в одиночном и парном разряде. В сентябре теннисист из Нидерландов выиграл ещё один «челленджер», который проводился в Сибиу.
В январе 2017 года Хасе сыграл в четвертьфинале турнира в Окленде. В конце феврале он вышел в парный финал турнира в Марселе в дуэте с Домиником Инглотом. На турнире в Дубае Робин смог дойти до полуфинала. В июне на турнире в Халле он обыграл восьмую ракетку мира Доминика Тима (6-3, 7-6(7)) и вышел в четвертьфинал. В июле в Гштаде Хасе вышел в полуфинал. В августе он впервые в карьере дошёл до полуфинала на турнирах серии мастерс. Произошло это на турнире в Монреале, где голландец обыграл на своем пути Альберта Рамоса, Эрнесто Эскобедо, Григора Димитрова и Диего Шварцмана. В борьбе за выход в финал Хасе проиграл № 3 в мире Роджеру Федереру. На Открытом чемпионате США в парном розыгрыше Робин вышел в четвертьфинал в партнёрстве с соотечественником Матве Мидделкопом. В конце сезона на Мастерсе в Париже Хасе на стадии второго раунда смог обыграть четвёртую ракетку мира Александра Зверева (3-6, 6-2, 6-2). Однако в следующем раунде проиграл Хуану Мартину дель Потро. Впервые с 2013 года Хасе по итогам года завершил сезон в топ-50.

### 2018—2020

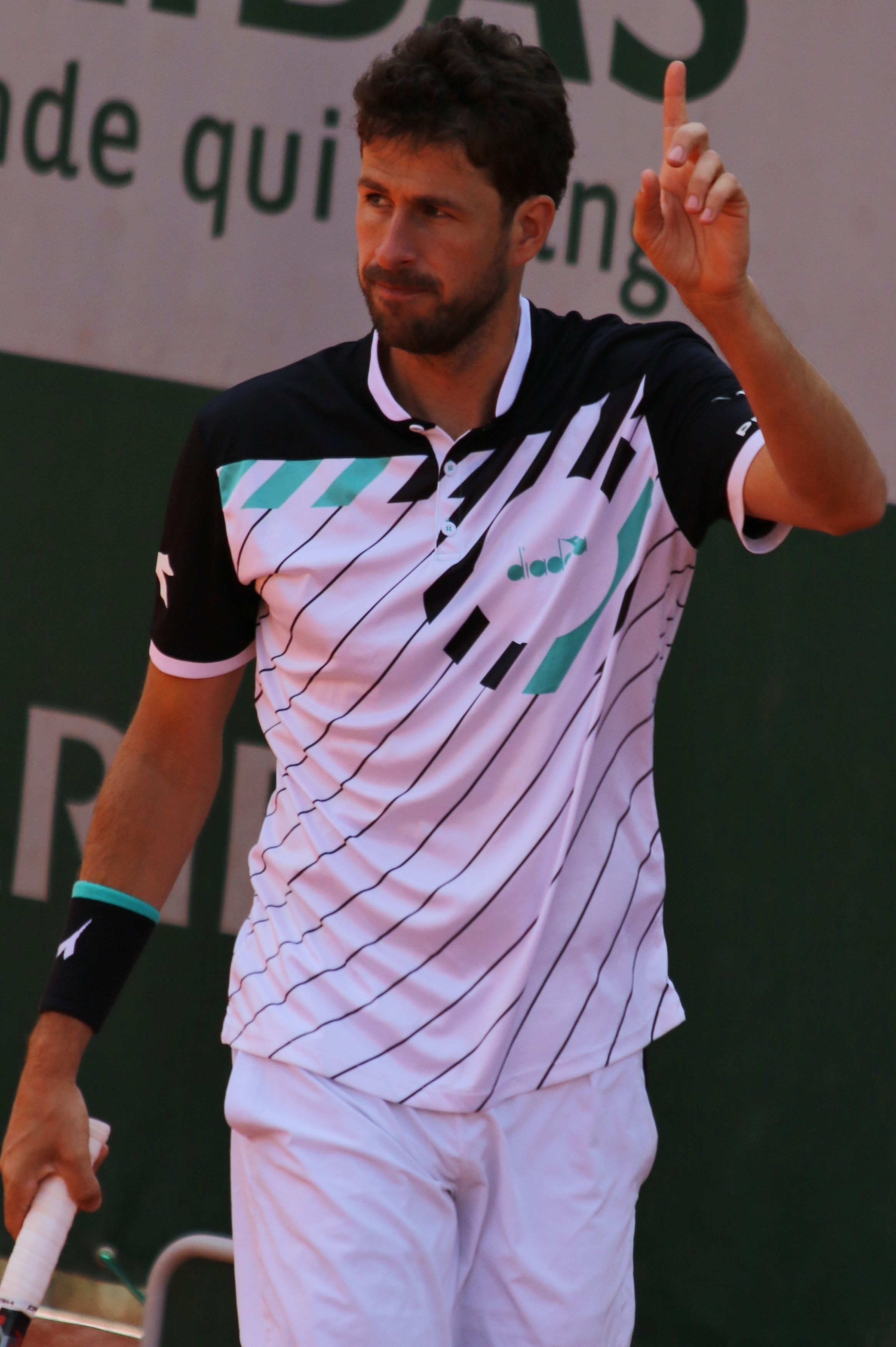
На Ролан Гаррос 2019 года

Сезон 2018 года Хасе начал на турнире в Пуне, где в одиночном разряде Робин дошёл до четвертьфинала, а в парном удалось завоевать титул в команде с Матве Мидделкоп. На следующем турнире в Окленде удалось пройти в полуфинал, где в борьбе за финал Робин уступил испанскому теннисисту Роберто Баутисту Агуту со счётом 7:6, 6:7, 6:7. По ходу турнира Хасе выиграл у Каспера Рууда, Лукаш Лацко и Петера Гоёвчика. Однако хорошая форма не помогла на Открытом чемпионате Австралии, где Хасе проиграл в первом раунде Лоренцо Сонего. В феврале пара Мидделкоп и Хасе завоевала ещё один совместный титул — на турнире в Софии. На соревновании в Роттердаме Хасе вышел в четвертьфинал, в котором выиграл первый сет у Роджера Федерера, но затем, проиграв два сета, выбыл с турнира.
На Уимблдонском турнире в парном разряде в альянсе с Робертом Линдстедтом удалось доиграть до четвертьфинала. В июле на турнире в Умаге Хасе вышел в полуфинал, переиграв в 1/4 финала Андрея Рублёва, но затем уступил Гидо Пельи. В парном разряде совместно с Матве Мидделкопом удалось выиграть третий турнир в том году. В августе дошёл до четвертьфинала Мастерса в Торонто, где проиграл россиянину Карену Хачанову в двух сетах. До этого он смог обыграть Кэя Нисикори, Михаила Южного и Дениса Шаповалова. На следующем Мастерсе в Цинциннати во втором раунде обыграл № 4 в мире Александра Зверева (5-7, 6-4, 7-5), но в третьем оступился в матче против Пабло Карреньо Буста. Затем Хасе потерял форму и на Открытом чемпионате США уступил во втором раунде Давиду Гоффену, а осенью пять раз подряд проигрывал в первом раунде на разных турнирах.
С 2019 года уровень одиночных результатов падает и Хасе все больше концентрируется на парных выступлениях. На первом для себя турнире в сезоне — в Дохе он сыграл в парном финале в дуэте с Мидделкопом. На Открытом чемпионате Австралии дошёл до второго раунда, где проиграл чеху Томашу Бердыху в трёх сетах. В марте на Мастерсе в Майами впервые в сезоне выиграл более одного матча подряд в одиночках и прошёл в третий раунд, где проиграл грузину Николозу Басилашвили в двух сетах.
В апреле 2019 года в паре Уэсли Колхофом удалось добиться выхода в финал на Мастерсе в Монте-Карло, а в мае достиг самой высокой строчки в парном рейтинге, заняв 30-ю позицию. В июле Хасе в команде с Филиппом Освальдом выиграл парный приз турнира в Умаге, а затем с Уэсли Колхофом вышел в финал в Гамбурге. В августе он окончательно покинул первую сотню одиночного рейтинга. Зато в парном разряде с Уэсли Колхофом вышел в финал Мастерса в Монреале. В 1/4 финала они обыграли известную пару братьев Брайанов, а решающий матч проиграл паре Марсель Гранольерс и Орасио Себальос.
В 2020 году Хасе много времени провёл на «челленджерах» пытаясь вернуться на прежний уровень в одиночных соревнованиях и в январе вышел в финал «челленджера» в Таиланде.

### 2021—2023
На Открытом чемпионате Австралии 2021 года Хасе в качестве «лаки-лузера» впервые за два года сыграл в основной сетке Большого шлема в одиночном разряде, но проиграл в первом же раунде. В феврале 2022 года Хасе выиграл первый с 2019 года парный трофей в основном туре, взяв его с Матве Мидделкопом на турнире в Роттердаме. В мае Хасе сыграл в финале «челленджера» в Казахстане. В июле он отметился выигрышем двух парных «челленджеров» в дуэте с Семом Вербеком, а также выходом в финал турнира в Гштаде в паре с Филиппом Освальдом. До конца года он ещё дважды выигрывал парные «челленджеры» с разными партнёрами.
В феврале 2023 года Мидделкоп и Хасе смогли стать победителями турнира в Монпелье.

## Рейтинг на конец года
| Год  | Одиночный рейтинг | Парный рейтинг |
| 2024 | 1202              | 70             |
| 2023 | 756               | 41             |
| 2022 | 258               | 44             |
| 2021 | 230               | 70             |
| 2020 | 197               | 35             |
| 2019 | 162               | 33             |
| 2018 | 50                | 38             |
| 2017 | 42                | 81             |
| 2016 | 59                | 148            |
| 2015 | 66                | 77             |
| 2014 | 83                | 45             |
| 2013 | 43                | 56             |
| 2012 | 56                | 152            |
| 2011 | 45                | 82             |
| 2010 | 65                | 156            |
| 2009 | 447               |                |
| 2008 | 116               | 243            |
| 2007 | 114               | 177            |
| 2006 | 167               | 249            |
| 2005 | 669               | 586            |
| 2004 | 1 272             | 1 760          |

## Выступления на турнирах

### Финалы турнировATPв одиночном разряде (5)

#### Победы (2)
| Легенда                                |
| -------------------------------------- |
| Турниры Большого шлема (0)*            |
| Итоговый турнир ATP (0)                |
| Мастерс (0)                            |
| ATP International Gold / АТР 500 (0+1) |
| ATP International / АТР 250 (2+8)      |

| Титулы по покрытиям | Титулы по месту проведения матчей турнира |
| ------------------- | ----------------------------------------- |
| Хард (0+6)*         | Зал (0+5)                                 |
| Грунт (2+3)         | Зал (0+5)                                 |
| Трава (0)           | Открытый воздух (2+4)                     |
| Ковёр (0)           | Открытый воздух (2+4)                     |

* количество побед в одиночном разряде + количество побед в парном разряде.
| №  | Дата           | Турнир                | Покрытие | Соперник в финале  | Счёт           |
| 1. | 6 августа 2011 | Кицбюэль, Австрия     | Грунт    | Альберт Монтаньес  | 6-4 4-6 6-1    |
| 2. | 28 июля 2012   | Кицбюэль, Австрия (2) | Грунт    | Филипп Кольшрайбер | 6-7(2) 6-3 6-2 |

#### Поражения (3)
| №  | Дата            | Турнир               | Покрытие   | Соперник в финале | Счёт        |
| 1. | 28 июля 2013    | Гштад, Швейцария     | Грунт      | Михаил Южный      | 3-6 4-6     |
| 2. | 20 октября 2013 | Вена, Австрия        | Хард (зал) | Томми Хаас        | 3-6 6-4 4-6 |
| 3. | 24 июля 2016    | Гштад, Швейцария (2) | Грунт      | Фелисиано Лопес   | 4-6 5-7     |

### Финалы челленджеров и фьючерсов в одиночном разряде (24)

#### Победы (15)
| Условные обозначения |
| Челленджеры (13+13)* |
| Фьючерсы (2+3)       |

| Титулы по покрытиям | Титулы по месту проведения матчей турнира |
| ------------------- | ----------------------------------------- |
| Хард (5+4)*         | Зал (3+2)                                 |
| Грунт (9+11)        | Зал (3+2)                                 |
| Трава (0)           | Открытый воздух (12+14)                   |
| Ковёр (1+1)         | Открытый воздух (12+14)                   |

* количество побед в одиночном разряде + количество побед в парном разряде.
| №   | Дата             | Турнир                  | Покрытие    | Соперник в финале | Счёт           |
| 1.  | 26 ноября 2005   | Ашкелон, Израиль        | Хард        | Декель Вальцер    | 6-1 3-6 6-2    |
| 2.  | 19 марта 2006    | Шербрук, Канада         | Хард (зал)  | Тайлер Кливленд   | 6-4 6-7(2) 6-3 |
| 3.  | 11 ноября 2006   | Нашвилл, США            | Хард (зал)  | Кристиан Плесс    | 7-6(9) 6-3     |
| 4.  | 4 марта 2007     | Вольфсбург, Германия    | Ковёр (зал) | Даниэль Брандс    | 6-2 3-6 6-1    |
| 5.  | 23 марта 2008    | Санрайз, США            | Хард        | Себастьян Грожан  | 5-7 7-5 6-1    |
| 6.  | 21 марта 2010    | Кальтаниссетта, Италия  | Грунт       | Маттео Тревизан   | 7-5 6-3        |
| 7.  | 6 июня 2010      | Фюрт, Германия          | Грунт       | Тобиас Камке      | 6-4 6-2        |
| 8.  | 8 августа 2010   | Сан-Марино              | Грунт       | Филиппо Воландри  | 6-2 7-6(8)     |
| 9.  | 29 августа 2010  | Манербио, Италия        | Грунт       | Марко Круньола    | 6-3 6-2        |
| 10. | 5 сентября 2010  | Комо, Италия            | Грунт       | Иво Минарж        | 6-4 6-3        |
| 11. | 2 ноября 2014    | Сен-Дени, Франция       | Хард        | Флоран Серра      | 3-6 6-1 7-5    |
| 12. | 10 мая 2015      | Экс-ан-Прованс, Франция | Грунт       | Поль-Анри Матьё   | 7-6(1) 6-2     |
| 13. | 27 сентября 2015 | Трнава, Словакия        | Грунт       | Орасио Себальос   | 6-4 6-1        |
| 14. | 31 июля 2016     | Схевининген, Нидерланды | Грунт       | Адам Павлашек     | 6-4 6-7(9) 6-2 |
| 15. | 25 сентября 2016 | Сибиу, Румыния          | Грунт       | Лоренцо Джустино  | 7-6(2) 6-2     |

#### Поражения (9)
| №  | Дата             | Турнир                       | Покрытие   | Соперник в финале | Счёт                |
| 1. | 12 марта 2006    | Лаваль, Канада               | Хард (зал) | Брайан Уилсон     | 6-4 2-6 4-6         |
| 2. | 26 марта 2006    | Монреаль, Канада             | Хард (зал) | Никита Кривонос   | 6-4 5-7 3-6         |
| 3. | 27 августа 2006  | Влардинген, Нидерланды       | Грунт      | Джозеф Сирианни   | 4-6 6-4 3-6         |
| 4. | 9 июня 2013      | Кальтаниссетта, Италия       | Грунт      | Душан Лайович     | 6-7(4) 3-6          |
| 5. | 14 июля 2013     | Схевининген, Нидерланды      | Грунт      | Йессе Хута Галунг | 3-6 7-6(2) 4-6      |
| 6. | 11 сентября 2016 | Алфен-ан-де-Рейн, Нидерланды | Грунт      | Ян-Леннард Штруфф | 4-6 1-6             |
| 7. | 2 октября 2016   | Рим, Италия                  | Грунт      | Ян Сатрал         | 3-6 2-6             |
| 8. | 26 января 2020   | Бангкок, Таиланд             | Хард       | Федерико Гайо     | 1-6 6-4 2-4 — отказ |
| 9. | 22 мая 2022      | Шымкент, Казахстан           | Грунт      | Сергей Фомин      | 6-7(4) 3-6          |

### Финалы турниров Большого шлема в парном разряде (1)

#### Поражения (1)
| №  | Год  | Турнир                       | Покрытие | Партнёр        | Соперники в финале     | Счёт    |
| 1. | 2013 | Открытый чемпионат Австралии | Хард     | Игорь Сейслинг | Боб Брайан Майк Брайан | 3-6 4-6 |

### Финалы турнировATPв парном разряде (24)

#### Победы (9)
| №  | Дата            | Турнир                | Покрытие   | Партнёр                | Соперники в финале                | Счёт               |
| 1. | 20 февраля 2011 | Марсель, Франция      | Хард (зал) | Кен Скупски            | Жюльен Беннето Жо-Вильфрид Тсонга | 6-3 6-7(4) [13-11] |
| 2. | 27 июля 2014    | Гштад, Швейцария      | Грунт      | Андре Бегеман          | Рамиз Джунейд Михал Мертиняк      | 6-3 6-4            |
| 3. | 6 января 2018   | Пуна, Индия           | Хард       | Матве Мидделкоп        | Жиль Симон Пьер-Юг Эрбер          | 7-6(5) 7-6(5)      |
| 4. | 11 февраля 2018 | София, Болгария       | Хард (зал) | Матве Мидделкоп        | Никола Мектич Александр Пейя      | 5-7 6-4 [10-4]     |
| 5. | 21 июля 2018    | Умаг, Хорватия        | Грунт      | Матве Мидделкоп        | Иржи Веселый Роман Ебавый         | 6-4 6-4            |
| 6. | 21 июля 2019    | Умаг, Хорватия (2)    | Грунт      | Филипп Освальд         | Оливер Марах Юрген Мельцер        | 7-5 6-7(2) [14-12] |
| 7. | 13 февраля 2022 | Роттердам, Нидерланды | Хард (зал) | Матве Мидделкоп        | Тим Пютц Ллойд Харрис             | 4-6 7-6(5) [10-5]  |
| 8. | 12 февраля 2023 | Монпелье, Франция     | Хард (зал) | Матве Мидделкоп        | Максим Кресси Альбано Оливетти    | 7-6(4) 4-6 [10-6]  |
| 9. | 2 февраля 2025  | Монпелье, Франция (2) | Хард (зал) | Ботик ван де Зандсхюлп | Таллон Грикспор Барт Стевенс      | 6-7(7) 6-3 [10-5]  |

#### Поражения (15)
| №   | Дата            | Турнир                       | Покрытие   | Партнёр                | Соперники в финале                    | Счёт                 |
| 1.  | 22 июля 2007    | Амерсфорт, Нидерланды        | Грунт      | Рогир Вассен           | Хуан Пабло Бжежицки Хуан Пабло Гусман | 2-6 0-6              |
| 2.  | 9 января 2011   | Ченнаи, Индия                | Хард       | Дэвид Мартин           | Махеш Бхупати Леандер Паес            | 2-6 7-6(3) [7-10]    |
| 3.  | 12 июня 2011    | Халле, Германия              | Трава      | Милош Раонич           | Рохан Бопанна Айсам-уль-Хак Куреши    | 6-7(8) 6-3 [9-11]    |
| 4.  | 26 января 2013  | Открытый чемпионат Австралии | Хард       | Игорь Сейслинг         | Боб Брайан Майк Брайан                | 3-6 4-6              |
| 5.  | 18 мая 2014     | Рим, Италия                  | Грунт      | Фелисиано Лопес        | Ненад Зимонич Даниэль Нестор          | 4-6 6-7(2)           |
| 6.  | 8 августа 2015  | Кицбюэль, Австрия            | Грунт      | Хенри Континен         | Николас Альмагро Карлос Берлок        | 7-5 3-6 [9-11]       |
| 7.  | 26 февраля 2017 | Марсель, Франция             | Хард (зал) | Доминик Инглот         | Жюльен Беннето Николя Маю             | 4-6 7-6(9) [5-10]    |
| 8.  | 4 января 2019   | Доха, Катар                  | Хард       | Матве Мидделкоп        | Давид Гоффен Пьер-Юг Эрбер            | 7-5 4-6 [4-10]       |
| 9.  | 21 апреля 2019  | Монте-Карло, Монако          | Грунт      | Уэсли Колхоф           | Никола Мектич Франко Шкугор           | 7-6(3) 6-7(3) [9-11] |
| 10. | 28 июля 2019    | Гамбург, Германия            | Грунт      | Уэсли Колхоф           | Оливер Марах Юрген Мельцер            | 2-6 6-7(3)           |
| 11. | 11 августа 2019 | Монреаль, Канада             | Хард       | Уэсли Колхоф           | Марсель Гранольерс Орасио Себальос    | 5-7 5-7              |
| 12. | 24 июля 2022    | Гштад, Швейцария             | Грунт      | Филипп Освальд         | Томислав Бркич Франсишку Кабрал       | 4-6 4-6              |
| 13. | 21 мая 2023     | Рим, Италия (2)              | Грунт      | Ботик ван де Зандсхюлп | Ян Зелиньский Юго Нис                 | 5-7 1-6              |
| 14. | 1 июля 2023     | Санта-Понса, Испания         | Трава      | Филипп Освальд         | Юки Бхамбри Ллойд Харрис              | 3-6 4-6              |
| 15. | 18 февраля 2024 | Роттердам, Нидерланды        | Хард (зал) | Ботик ван де Зандсхюлп | Уэсли Колхоф Никола Мектич            | 3-6 5-7              |

### Финалы челленджеров и фьючерсов в парном разряде (26)

#### Победы (16)
| №   | Дата             | Турнир                      | Покрытие    | Партнёр              | Соперники в финале                            | Счёт           |
| 1.  | 6 августа 2005   | Л’Акуила, Италия            | Грунт       | Игорь Сейслинг       | Фредерик Нуссбаум Бенджамин Руфер             | 6-4 7-6(8)     |
| 2.  | 9 октября 2005   | Хайльбронн, Германия        | Ковёр (зал) | Кун ван Кейлен       | Даниэль Брандс Марсель Циммерманн             | 7-6(4) 7-6(8)  |
| 3.  | 2 июля 2006      | Херхюговард, Нидерланды     | Грунт       | Доминик Коэн         | Свен Свиннен Мартин Эммрих                    | 2-6 6-3 6-3    |
| 4.  | 5 ноября 2006    | Луисвилл, США               | Хард (зал)  | Игорь Сейслинг       | Амер Делич Роберт Кендрик                     | Без игры       |
| 5.  | 1 августа 2010   | Корденонс, Италия           | Грунт       | Рогир Вассен         | Джеймс Серретани Адиль Шамасдин               | 7-6(14) 7-5    |
| 6.  | 29 августа 2010  | Манербио, Италия            | Грунт       | Томас Схорел         | Габриэль Трухильо Солер Диего Хункейра        | 6-4 6-4        |
| 7.  | 2 ноября 2014    | Сен-Дени, Франция           | Хард        | Мате Павич           | Фабрис Мартен Жонатан Эйссерик                | 7-5 4-6 [10-7] |
| 8.  | 10 мая 2015      | Экс-ан-Прованс, Франция     | Грунт       | Айсам-уль-Хак Куреши | Николас Монро Артём Ситак                     | 6-1 6-2        |
| 9.  | 17 мая 2015      | Бордо, Франция              | Грунт       | Тимо де Баккер       | Люка Пуй Сергей Стаховский                    | 6-3 7-5        |
| 10. | 25 сентября 2016 | Сибиу, Румыния              | Грунт       | Тим Пютц             | Тристан Ламасин Жонатан Эйссерик              | 6-4 6-2        |
| 11. | 7 апреля 2019    | София-Антиполис, Франция    | Грунт       | Тимо де Баккер       | Энцо Куако Тристан Ламасин                    | 6-4 6-4        |
| 12. | 3 июля 2022      | Люденшайд, Германия         | Грунт       | Сем Вербек           | Хендрик Йебенс Фабиан Фаллерт                 | 6-2 5-7 [10-3] |
| 13. | 17 июля 2022     | Амерсфорт, Нидерланды       | Грунт       | Сем Вербек           | Николас Баррьентос Мигель Анхель Рейес Варела | 6-4 3-6 [10-7] |
| 14. | 21 августа 2022  | Гродзиск-Мазовецкий, Польша | Хард        | Филипп Освальд       | Юго Нис Фабьен Ребуль                         | 6-3 6-4        |
| 15. | 9 октября 2022   | Вильена, Испания            | Хард        | Альбано Оливетти     | Санжар Файзиев Сергей Фомин                   | 7-6(5) 7-5     |
| 16. | 14 июля 2024     | Брауншвейг, Германия        | Грунт       | Сандер Арендс        | Срирам Баладжи Гонсало Эскобар                | 4-6 6-4 [10-8] |

#### Поражения (10)
| №   | Дата             | Турнир                       | Покрытие   | Партнёр          | Соперники в финале                | Счёт               |
| 1.  | 26 ноября 2005   | Ашкелон, Израиль             | Хард       | Игорь Сейслинг   | Роман Кутац Михал Навратил        | 6-7(2) 6-3 2-6     |
| 2.  | 26 февраля 2006  | Загреб, Хорватия             | Хард (зал) | Игорь Сейслинг   | Вилим Висак Петар Еленич          | 4-6 6-4 6-7(2)     |
| 3.  | 6 августа 2006   | Саранск, Россия              | Грунт      | Декель Вальцер   | Алексей Кедрюк Орест Терещук      | 4-6 7-5 [5-10]     |
| 4.  | 10 сентября 2006 | Брашов, Румыния              | Грунт      | Михал Навратил   | Лазарь Магдинцев Предраг Русевски | 4-6 6-7(9)         |
| 5.  | 28 января 2007   | Рексем, Великобритания       | Хард (зал) | Ричард Блумфилд  | Тома Оже Николя Турт              | 7-6(4) 5-7 [10-12] |
| 6.  | 25 апреля 2010   | Афины, Греция                | Хард       | Игорь Сейслинг   | Рик де Вуст Лу Яньсюнь            | 3-6 4-6            |
| 7.  | 21 сентября 2014 | Трнава, Словакия             | Грунт      | Стефан Франсен   | Роман Ебавый Ярослав Поспишил     | 4-6 2-6            |
| 8.  | 11 сентября 2016 | Алфен-ан-де-Рейн, Нидерланды | Грунт      | Бой Вестерхоф    | Даниэль Мазур Ян-Леннард Штруфф   | 4-6 1-6            |
| 9.  | 15 августа 2021  | Мербуш, Германия             | Грунт      | Дастин Браун     | Шимон Вальков Ян Зелиньский       | 3-6 1-6            |
| 10. | 3 апреля 2022    | Сен-Бриё, Франция            | Хард (зал) | Жонатан Эйссерик | Сандер Арендс Давид Пел           | 3-6 3-6            |

## Победы над теннисистами из топ-10
По состоянию на 3 апреля 2023 года
| №    | Игрок              | Рейтинг | Турнир                | Покрытие   | Этап       | Счёт        | Рейтинг Хасе |
| ---- | ------------------ | ------- | --------------------- | ---------- | ---------- | ----------- | ------------ |
| 2007 |                    |         |                       |            |            |             |              |
| 1.   | Томаш Бердых       | 10      | Монреаль, Канада      | Хард       | 1-й раунд  | 6-4 7-5     | 103          |
| 2008 |                    |         |                       |            |            |             |              |
| 2.   | Энди Маррей        | 10      | Роттердам, Нидерланды | Хард (зал) | 1-й раунд  | 7-5 6-3     | 94           |
| 2013 |                    |         |                       |            |            |             |              |
| 3.   | Жо-Вильфрид Тсонга | 8       | Вена, Австрия         | Хард (зал) | 1/2 финала | 7-5 7-6(4)  | 63           |
| 2015 |                    |         |                       |            |            |             |              |
| 4.   | Стэн Вавринка      | 7       | Индиан-Уэллс, США     | Хард       | 2-й раунд  | 6-3 3-6 6-3 | 104          |
| 2017 |                    |         |                       |            |            |             |              |
| 5.   | Доминик Тим        | 8       | Халле, Германия       | Трава      | 2-й раунд  | 6-3 7-6(7)  | 42           |
| 6.   | Александр Зверев   | 4       | Париж, Франция        | Хард (зал) | 2-й раунд  | 3-6 6-2 6-2 | 43           |